# Moteur atmosphérique
 (juin 2017).
Si vous disposez d'ouvrages ou d'articles de référence ou si vous connaissez des sites web de qualité traitant du thème abordé ici, merci de compléter l'article en donnant les références utiles à sa vérifiabilité et en les liant à la section « Notes et références ».

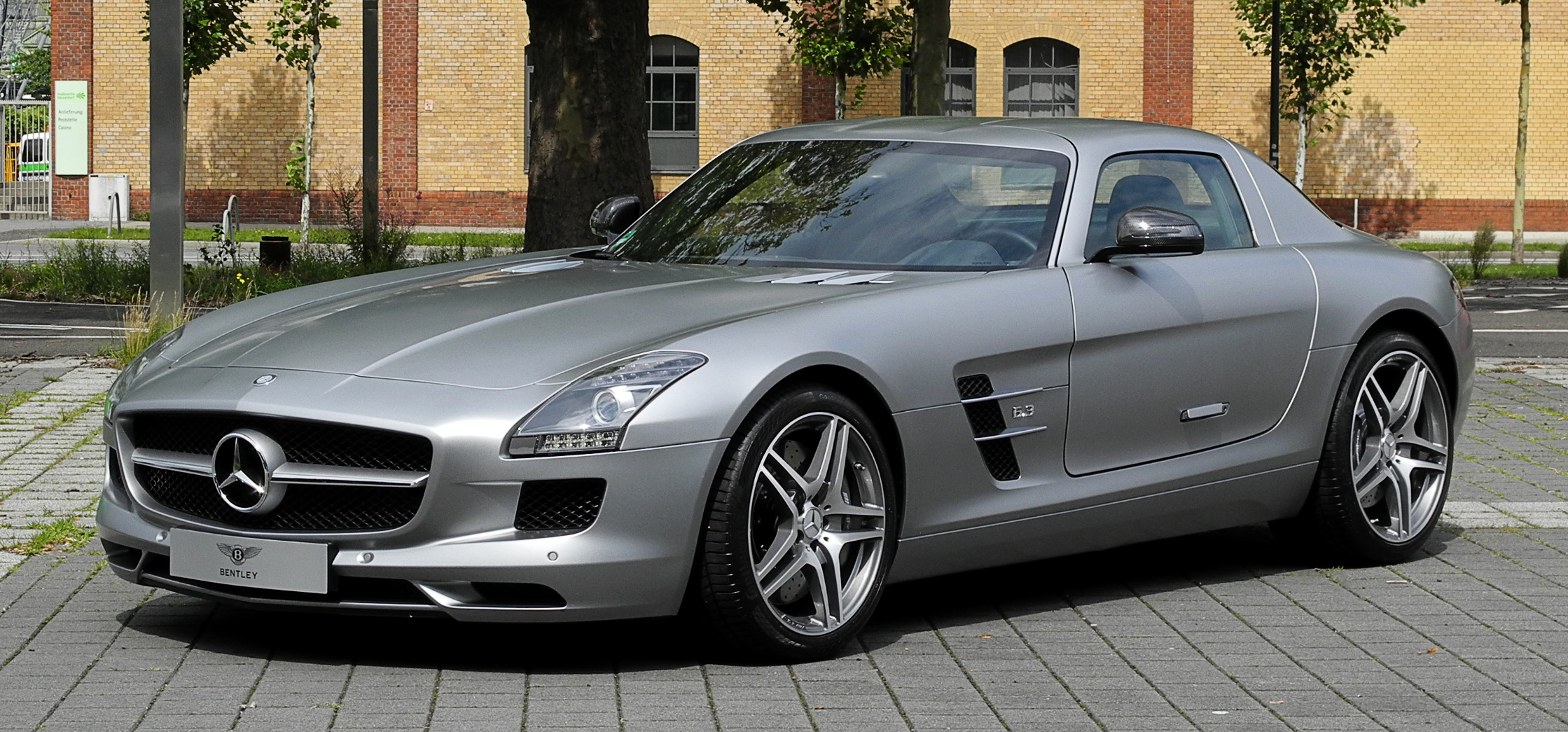
La Mercedes SLS AMG est équipée d'un V8 atmosphérique de 6.2 L de cylindrée.

Un moteur atmosphérique est un moteur thermique qui n’est pas assisté par une suralimentation (turbocompresseur ou compresseur). 
Un moteur atmosphérique dépend uniquement de la pression extérieure et non de celle d’un compresseur ou d'un turbocompresseur.
Ce type de moteur est utilisé pour les motos et pour de nombreuses voitures de sport, afin de réduire le temps de latence d’un turbocompresseur,.
En 2021, pour les moteurs à quatre temps des voitures, cette technique disparaît peu à peu privilégiant le moteur suralimenté permettant de réduire la cylindrée et donc le poids d'ensemble du véhicule.

## Applications
En moto, pour une motricité optimale, les moteurs à deux et quatre temps utilisés sont atmosphériques.

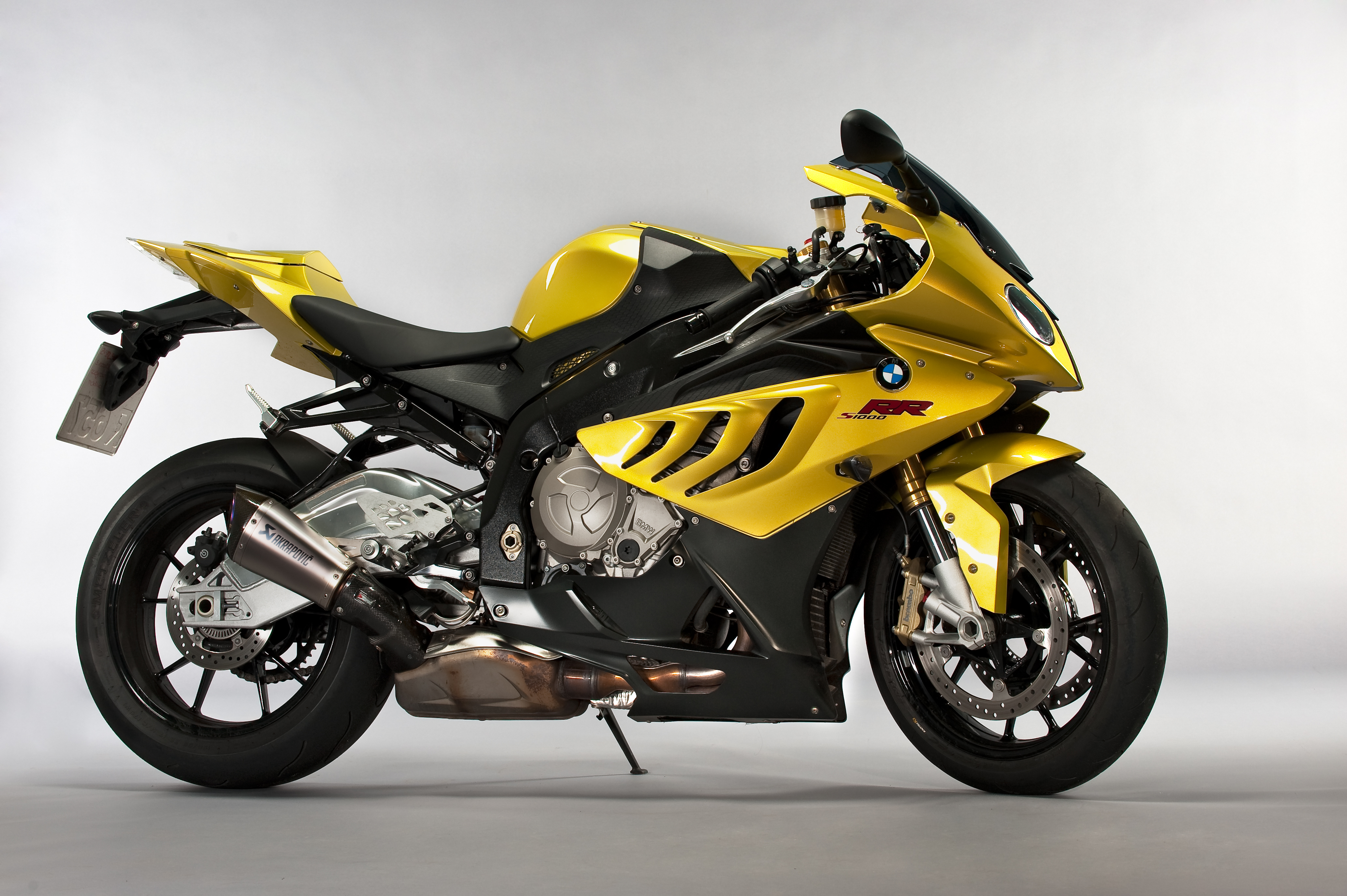
La BMW S1000RR est équipée d'un moteur à quatre temps essence atmosphérique de 1.00 L de cylindrée développant 113Nm et 207ch pour la version routière.

En automobile, depuis le début du XXIe siècle, avec l’évolution des nouvelles normes antipollution et devant l'efficience relativement égale des moteurs à quatre temps turbocompressés plus légers, l’ensemble des constructeurs ont progressivement cessé de commercialiser des voitures à moteur à quatre temps atmosphérique, si bien qu’en 2021, la majorité des voitures mises sur le marché (essence et diesel confondus) sont à moteur turbocompressé.
En aviation, la dépendance d'un moteur à la pression atmosphérique est contournée grâce à la turbocompression annulant, ainsi, une partie de la perte de puissance qui se produit lorsque l'avion monte à des altitudes élevées.

## Avantages et inconvénients

### Avantages
- Facilité d'entretien.
- Faibles coûts de production et de développement[5].
- Meilleure fiabilité.
- Réponse directe à l'accélérateur (pas de « turbo lag »)[6],[7].
- meilleur son du moteur à l'admission.

### Inconvénients
- Consommation et émissions de CO2 supérieures[8].
- Rapport puissance / poids moindre pour les moteurs à quatre temps.
- Couple inférieur

## Rendement
Le rendement le plus élevé d'un moteur atmosphérique (à deux temps) a été atteint à la fin du XXe siècle par les motos engagées par Derbi puis Aprilia en Championnat du Monde de vitesse. Ces 125 et 250 RSW puis RSA atteignent 
448 chevaux au litre grâce aux travaux de développement du motoriste préparateur Jan Thiel.